# اختيار الممثلين على طريقة داوسون
اختيار الممثلين على طريقة داوسون أو”Dawson Casting" بالإنجليزية هي ظاهرةٌ ثقافيةٌ ملحوظة وإبداء مُتخيّل مستخدم في أفلام السينما والتلفزيون، يظهر فيها العديد من الممثلين بشكلٍ أكبر عمرًا من الشخصيات التي يجسدونها وذلك لأنّ سنهم في الحقيقة أكبر من عمر الشخصية. يظهر هذا المفهوم بشكلٍ واضح في الأعمال الدرامية الخاصة بالمراهقين مثل Glee و Gossip Girl و Pretty Little Liars؛ حيث يتم اختيار ممثلين بالغين للقيام بأدوار شخصياتٍ في عمر مراهقة ومن الأمثلة على ذلك شخصية سبنسر هاستينغز في Pretty Little Liars البالغة من العمر ١٦ عامًا؛ حيث قامت الممثلة ترويان بيليساريو رغمًا عن ذلك بأداء الشخصية وقد كانت تبلغ من العمر ٢٤عامًا وقت التصوير، أيضًا مسلسل Derry Girls يعتبر مثال غير أمريكي على هذه الظاهرة التي تتمثل في شخصيات المراهقين. تم تداول المصطلح على الإنترنت في بادئ الأمر استجابةً لاختيارات الممثلين في السلسلة الدرامية للمراهقين داوسون كريك Dawson Ceek  مع أنّ الظاهرة تسبق تلك السلسلة مثل فيلم  Joan of Arc في سنة ١٩٤٨, وفيلم Grease في ١٩٧٨ ، وفيلم   نادي الإفطارفي ١٩٨٥ والمسلسل الدرامي للمراهقين Beverly Hills, 90210 في التسعينيات؛ حيث تم اختيار ممثلين في العشرينات والثلاثينيات من العمر للعب دور طلاب في المرحلة الثانوية.

## النقد
لوحظت دراما المراهقين الكندية Degrassi وتم الإشادة بها لكونها أحد الاستثناءات الرئيسية القليلة لهذا الإظهار المُتخيّل في هذا النوع من المسلسلات، بالإضافة لSkins  الذي تم فيه اختيار ممثلين ذوي أعمار مناسبة للقيام بالشخصيات. كانت ليندا شويلر المؤسس المشارك للسلسلة الفنية ناقدة لهذه الممارسة في وقت مبكر من عام ١٩٨٦؛ حيث كان ذلك أثناء تطوير Degrassi Junior High حين صرّحت أنّ العرض سيقوم باختيار ممثلين ذوي أعمار مناسبة نظرًا لحقيقة أنّ "الكثير من الأمور الأمريكية التي تدور أحداثها في المدارس الثانوية يلعبها ممثلين في مرحلة المراهقة المتأخرة وأوائل العشرينات". وأوضحت شويلر لـ IndieWire في عام ٢٠١٦ بقولها: "أحب أن أتحدث عن حقيقة أنه يمكنك أخذ شاب يبلغ من العمر ٢٥ عامًا الذي يبدو وكأنه في ١٥ وتجعله يلعب دورًا لكنّ هذا الممثل يجلب بدوره ١٠ سنوات أخرى من الخبرة الحياتية لهذا الدور." وأكملت حديثها: "عن طريق جعل طاقمنا يتألف من ممثلين بأعمار مناسبة للأدوار فإنّ ذلك يجلب نضارة وأصالة ذلك العمر الذين يقومون بتجسيده.". بالإضافة إلى ذلك تشير سامانثا ويلسون من film school rejects إلى أنّ هذه الظاهرة ساهمت في فشل النسخة الأمريكية لمسلسل Skins.

## الآثار الاجتماعية
أفاد النقّاد في مناسباتٍ عديدة أن اختيار الممثلين على طريقة داوسون له العديد من الآثار السلبية خاصةً على المراهقين. تشمل هذه الآثار السلبية بشكل عام الاتهامات بمعايير الجمال غير الواقعية ومفهوم شكل الجسد السلبي وتدني تقدير الذات ومشاكل الصحة العقلية السائدة خصوصًا المتعلقة بإدراك المرء لذاته. أخبرت أخصائية العلاج النفسي باربرا جرينبيرج صحيفة Teen Vogue أن اختيار ممثلين يبلغون من العمر عشرين عامًا للقيام بأدوار طلاب المرحلة الثانوية يمكن أن يؤدي إلى تفاقم صراعات المراهقين وقالت: "يمكن لذلك أن يعطي رسالة مفادها أنه من المفترض أن يبدو المرء جميلاً طوال الوقت"، مضيفةً إلى ذلك: "هذا يؤدي إلى جميع أنواع مفهوم شكل الجسد وقضايا المقارنة الاجتماعية".